# Trevor Story
Trevor John Story (Irving (Texas), 15 de novembro de 1992) é um jogador profissional de beisebol, atualmente jogando pelo Colorado Rockies da Major League Baseball (MLB). Estreou na MLB em 4 de abril de 2016. Desde sua estreia vem quebrando recordes de novatos, entre eles rebater home runs em todos seus primeiros quatro jogos.

## Início de carreira
Story estudou na Irving High School em  Irving (Texas). Jogou na equipe de beisebol da escola como interbases e  arremessador, atingindo 96 milhas por hora (150 km/h) com sua bola rápida. Também jogou futebol americano como quarterback, mas interrompeu sua atuação em seu segundo ano de faculdade para se focar no beisebol. Se comprometeu com a Universidade do Estado da Luisiana (LSU) a participar do beisebol da faculdade como bolsista.

## Carreira frofissional

### Ligas menores
O Colorado Rockies da Major League Baseball (MLB) selecionou Story como interbases na primeira rodada do draft de 2011. Story assinou com o Rockies, recebendo um bônus de $915.000. Após assinar o contrato, jogou pelo Casper Ghosts da Pioneer League, onde obteve média de rebatidas de 26,8%. Em 2012, Story jogou pelo Asheville Tourists na Classe A da South Atlantic League (SAL), onde ganhou o título de All-Star da pós-temporada após rebater 18 home runs e média de 27,7%. Antes da temporada de 2013, Story ficou na posição 99 como melhor prospecto da MLB. Jogou pelo Modesto Nuts da Class A-Advanced na California League em 2013, onde obteve média de 23,3%. Em 2014, após um curto período na Class A Short, jogando pelo Tri-City Dust Devils com média de 32,2%, o Rockies promoveu Story para a Class AA, jogando pelo Tulsa Drillers da Texas League em Junho. No Tulsa, rebateu  média de 20,5%.
Com Troy Tulowitzki jogando como interbases pelo Rockies, Story começou a ganhar experiência como homem de segunda base e terceira base. Começou a temporada de 2015 jogando pelo New Britain Rock Cats da Class AA na Eastern League, e média de rebatidas de 28,1% em 300 aparições no plate antes de ser promovido para o Albuquerque Isotopes da Class AAA da Pacific Coast League em 1º de julho. Durante a temporada de 2015 o Rockies negociou Tulowitzki, e Story apareceu no jogo All-Star Futures Game. Terminou a temporada de 2015 com média em bases de 35% e 20 home runs jogando pelo New Britain and Albuquerque. O Rockies adicionou Story ao grupo de 40 jogadores após a temporada de 2015.

### Colorado Rockies
Story competiu com Cristhian Adames para se tornar o interbases do Rockies durante o spring training em 2016. Teve média de rebatidas de 34% durante o spring training em 2016, e participou do Dia da Abertura do Rockies.
Fazendo sua estreia no Dia da Abertura em 4 de abril de 2016 como interbases contra o Arizona Diamondbacks, Story anotou em sua primeira rebatida válida da carreira, um home run de três corridas contra o arremessador Zack Greinke, em sua segunda aparição ao bastão. Rebateu outro home run em sua aparição seguinte ao bastão, novamente contra Greinke. Story foi o sétimo jogador a rebater dois home runs em um jogo contra Greinke e o sexto jogador na história da MLB a rebater dois home runs em sua estreia, se juntando à  Charlie Reilly, Bob Nieman, Bert Campaneris, Mark Quinn e J. P. Arencibia. Destes seis, Story foi o único da Liga Nacional e o único a conseguir o feito no Dia da Abertura. No dia seguinte, Story rebateu outro home run, se tornando o terceiro jogador a rebater três home runs em seus dois primeiros jogos, se juntando à Reilly e Joe Cunningham. Em seu terceiro dia jogando nas grandes ligas, rebateu um home run de duas corridas contra Patrick Corbin do Arizona, se tornando primeiro jogador na história da MLB a rebater home runs em cada um de seus três primeiros jogos e um home run em cada uma de suas primeiras quatro rebatidas.
Em seu quarto jogo, rebateu dois home runs contra o San Diego Padres, se tornando o primeiro novato a rebater home runs em cada um de seus quatro primeiros jogos, e o primeiro jogador na história das grandes ligas a rebater seis home runs em seus quatro primeiro jogos. Não rebateu nenhum home run em seu quinto jogo, contra o Padres, mas conseguiu em seu sexto jogo, rebatendo um homer contra Brandon Maurer. Assim, estabelecendo o recorde da MLB para mais home runs (7) nos primeiros seis jogos de um time, eclipsando o recorde anterior de seis home runs em seis jogos estabelecido por Larry Walker, Mike Schmidt e Willie Mays. Story recebeu o título de Jogador da Semana da Liga Nacional da primeira semana da temporada. Com dez home runs em Abril, Story empatou o recorde da MLB para um novato, previamente estabelecido por José Abreu.

## Vida pessoal
O pai de Story, Ken, é bombeiro e paramédico e sua mãe, Teddie, é  diretora executiva de um banco alimentar. Seu irmão mais velho, Tyler, jogou beisebol na Irving e pela Universidade do Texas em Austin.